# Catarg

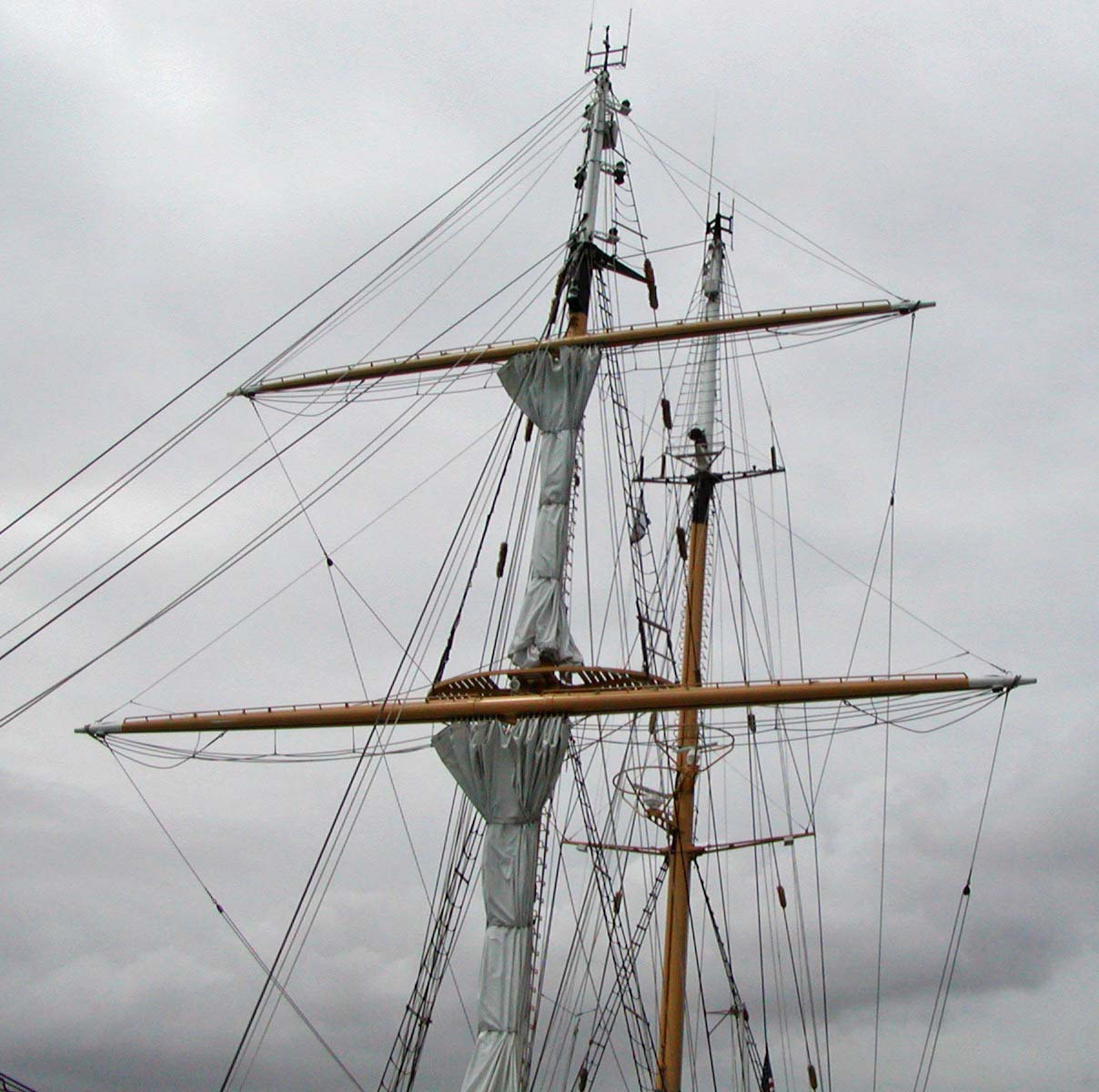
Două din catargele unui vas cu pânze.

Un catarg (denumit și arbore) (în engleză mast) este o coloană masivă de lemn sau de metal, fixată de carlinga centrală a navei, în poziție verticală sau ușor înclinată spre pupa, având rolul să susțină: la veliere - vergile și velele; la navele cu mașini - bigile de încărcare, antenele radio și de radiolocație, instalația de semnalizare optică și luminile de drum la o corabie.
În general, velierele sunt prevăzute cu 2 - 5 arbori de lemn sau de metal, iar navele cu mașini sunt prevăzute cu doi arbori de metal.
La velierele mari, arborii sunt formați din următoarele piese îmbinate rigid: coloană de arbore (în engleză lower-mast), arbore gabier (în engleză Topmast) și arboret (în engleză Topgallant mast).

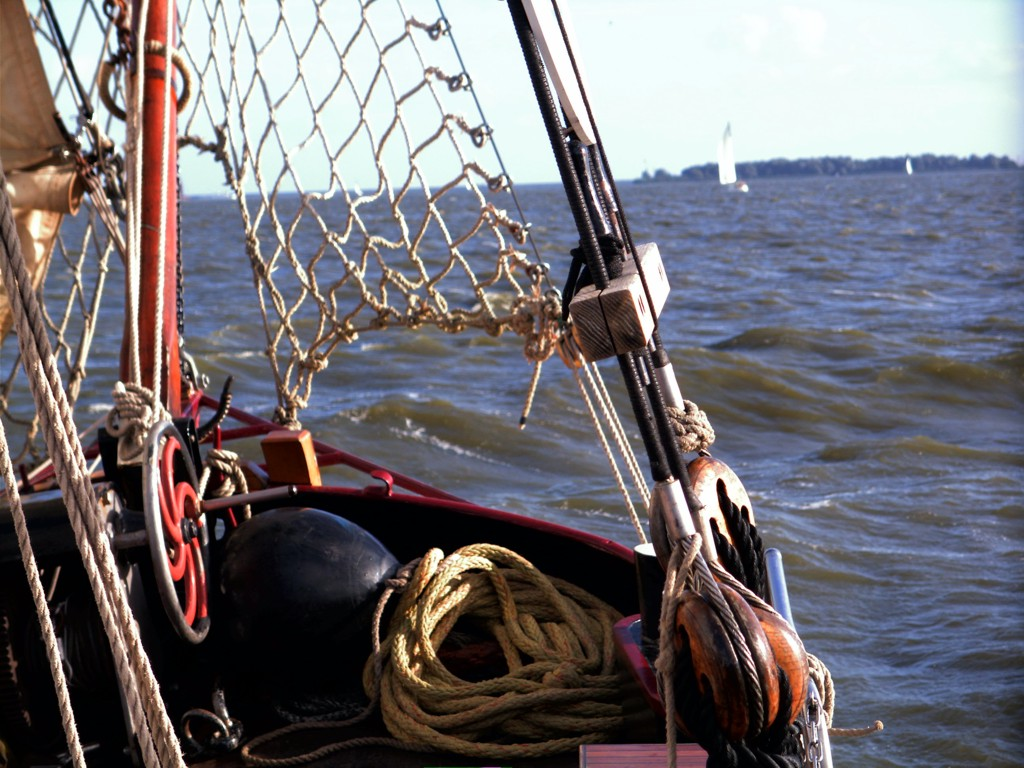
Catarg la pupa unui velier

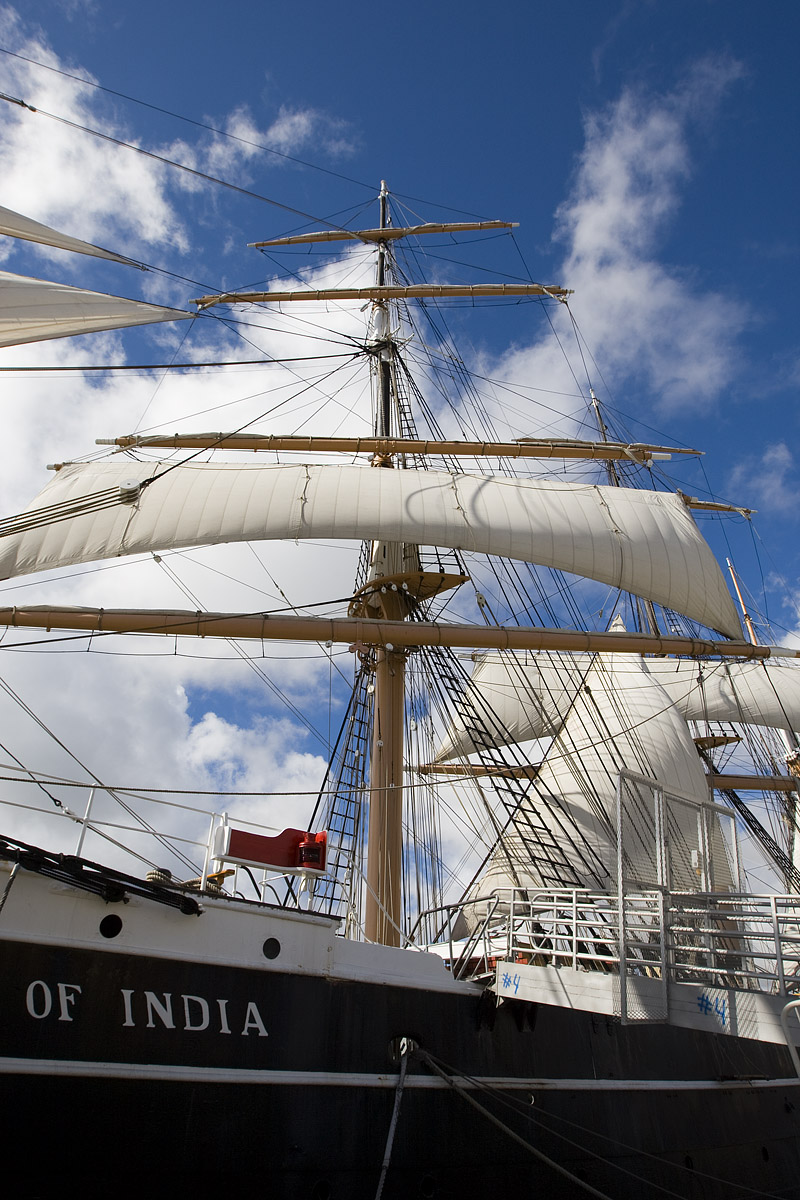
Catarg, pe un velier cu mai multe catarge

La velierele mici, arborii sunt formați din două bucăți: coloană de arbore și arboret, iar ambarcațiunile au în general arborii dintr-o singură bucată (în engleză Pole-mast).
Navele comerciale moderne au arbori-portal, formați din câte două coloane dispuse în borduri în același plan transversal, pe care sunt articulate bigile; peste fiecare pereche de coloane este fixată o grindă ce susține în mijlocul ei gabia și un arboret. Unele nave comerciale au arborii rabatabili sau telescopici; acest sistem le permite trecerea pe sub poduri de înălțime mică.
La velierele cu 3 arbori, aceștia sunt denumiți astfel începînd de la prova: trinchet (în engleză fore-mast), arbore mare (în engleză main-mast) și artimon (în engleză mizen-mast).
La velierele cu 4 arbori, denumirile sunt următoarele: trinchet (în engleză fore-mast), arbore prova (în engleză main-mast), arbore pupa (în engleză mizen-mast) și artimon (în engleză jigger-mast).
La velierele cu 5 arbori, denumirea acestora este următoarea: trinchet (în engleză fore-mast), arbore prova (în engleză main-mast), arbore mare (în engleză middle-mast), arbore pupa (în engleză mizen-mast) și artimon (în engleză jigger-mast).
Totalitatea arborilor unui velier, împreună cu vergile acestora, formează arborada (în engleză masting sau masts and spars)
Pentru fixarea catargelor (arborilor), pe navă este construit un etambreu de arbore (în engleză mast hole).
Prin coloană de arbore (în engleză lower mast) de înțelege partea unui arbore (catarg) cuprinsă între locul unde acesta se încastrează în carlingă și gabie. La arborii formați din două bucăți, coloana se continuă cu arboretul, iar dacă arborii sunt formați din mai mult de două bucăți, se continuă cu arborele gabier.
Pe arbore se construiește o platformă de arbore (în engleză mast house), care este o punte îngustă circulară, montată în jurul unui arbore la înălțimea locului unde sunt fixate bigile de coloana arborelui. La unele nave această platformă servește ca suport pentru vinciuri.

## Termeni
La un velier cu patru catarge, acestea din urmă se numesc astfel (de la proră la pupă):
1. trinchet; arbore mic.
2. arbore principal; arbore mare.
3. artimon; arbore artimon.
4. arbore pupă; catarg pupă.

Velele sunt amplasate în felul următor (conform imaginii):
1. Vela focul săgeții
2. Vela focul mic
3. Vela focul mare
4. Vela trincă
5. Vela gabierul mic
6. Vela contragabierul mic
7. Vela zburătorul mic
8. Vela rândunica mică
9. Vela luna mică
10. Vela straiul contragabierului mare
11. Vela straiul rândunicii mari
12. Vela straiul lunii mari
13. Vela mare
14. Vela gabierul mare
15. Vela contragabierul mare
16. Vela zburătorul mare
17. Vela rândunica mare
18. Vela luna mare
19. Vela straiul gabierului artimon
20. Vela straiul contragabierului artimon
21. Vela straiul rândunicii artimon
22. Vela artimon
23. Vela gabierul artimon
24. Vela contragabierul artimon
25. Vela zburătorul artimon
26. Vela rândunica artimon
27. Vela luna artimon
28. Vela straiul randei
29. Vela straiul contrarandei
30. Vela straiul săgeții
31. Vela randă
32. Vela contrarandă
33. Vela săgeată